# سيزار بينيتو إراولا كابريرا
سيزار بينيتو إراولا كابريرا (بالإنجليزية: César Benito Cabrera)‏ هو دبلوماسي أمريكي، ولد في 1947 في سان خوان في بورتوريكو.

## وصلات خارجية
- سيزار بينيتو إراولا كابريرا على موقع إن إن دي بي (الإنجليزية)